# Kalliroi Parren

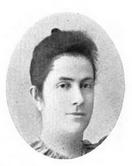
Kalliroi Parren (1894)

Kalliroi Parren (griechisch Καλλιρρόη Παρρέν, * 1861 in Rethymno auf Kreta; † 15. Januar 1940 in Athen) war eine griechische Journalistin und Schriftstellerin. Sie begründete die feministische Bewegung in Griechenland.

## Leben
Kalliroi Siganou wurde 1861 in Rethymno auf Kreta geboren. Ihr Vater hieß Stylianos Siganou. Über ihre Familie ist wenig bekannt, sie ließ sich später in Athen nieder. Die Familie war nicht reich, dennoch ermöglichte ihr Vater den Kindern eine gute Ausbildung. Kalliroi Siganou besuchte die private Schule Arsakeion, die eine Ausbildung für Lehrerinnen anbot. Dort machte sie im Jahr 1878 ihren Abschluss und ging im Anschluss nach Odessa, um als Direktorin der Mädchenschule der griechischen Gemeinde zu arbeiten. Danach leitete sie im türkischen Edirne eine griechische Schule.
Sie kehrte zurück nach Athen und heiratete Ioannis Jean Parren, Sohn englisch-französischer Eltern. Jean Parren gründete später die Athener Nachrichtenagentur. Beeinflusst durch ihren Mann begann Kalliroi Parren zu schreiben. Da sie sich für intellektuelle, politische und soziale Themen interessierte, schrieb sie zu diesen Themen.
Kalliroi Parren starb in Athen am 15. Januar 1940.

## Herausgeberschaft
Im März 1887 gründete sie die Zeitung Efimeris ton Kyrion (Εφημερίς των Κυριών ‚Damen Journal‘). Die Zeitung bestand ursprünglich aus 8 Seiten, richtete sich auf Griechisch speziell an eine weibliche Leserschaft und wurde ausschließlich von Frauen betrieben. Kalliroi Parren war die erste griechische Journalistin und Herausgeberin. Die Zeitung hatte großen Erfolg, im Jahr 1892 wurden 5000 Exemplare verkauft. Bis 1908 erschien die Zeitung wöchentlich, danach bis 1916 14-täglich. Die Zeitung wurde eingestellt, nachdem Parren 1917 auf die Insel Hydra verbannt wurde, da sie sich gegen die griechische Teilnahme am Ersten Weltkrieg aussprach.

## Initiativen
In ihrer Zeit in Athen arbeitete sie eng mit der europäischen und amerikanischen Frauenbewegung zusammen und vertrat die Zeitung für internationale Konferenzen in Paris in den Jahren 1888, 1889, 1896, 1900 und 1893 in Chicago. Obwohl Parren für die Rechte der Frauen kämpfte, konzentrierte sie sich hauptsächlich auf Bildungschancen und Beschäftigung, weniger für das Frauenwahlrecht. Dies war eine taktische Entscheidung. Ihr lag daran nicht zu viel Druck auszuüben, sondern ein tragfähiges Fundament zu legen, damit das Frauenwahlrecht eines Tages besser akzeptiert werden würde.
Im Jahr 1908 wurde dank ihrer Bemühungen der Nationale Rat der griechischen Frauen gegründet. Er war mit dem Internationalen Frauenrat verbunden.
Zwischen den Jahren 1890 und 1896 gründete sie verschiedene Wohlfahrtsorganisationen für Frauen wie die Sonntagsschule, das Asyl von Sainte Catherine und Die Suppenküche. Im Jahr 1900 konnte sie durch einen Aufruf bei Minister Theodoros Deligiannis einen staatlichen Schutz der Arbeitsbedingungen von Kindern und Frauen erreichen.
Parren gründete 1911 den Lyceum Club griechischer Frauen. Ziel war es, die unterschiedlichen Formen von Ungerechtigkeiten in der griechischen Gesellschaft zu bekämpfen und Lobbyarbeit zu leisten für die Aufnahme von Frauen an die Universität von Athen. Auch schrieb sie Die Geschichte der griechischen Frauen von 1650 bis 1860.
Als im Jahr 1923 die Mikri Antant Gynekon ( ‚Kleine Entente der Frauen‘), eine Dachorganisation für Frauenverbände der Balkanhalbinsel, gegründet wurde, gehörte Kalliroi Parren zu den Gründungsmitgliedern. Sie war die Präsidentin der Women’s International League for Peace and Freedom der griechischen lokalen Organisation.

## Literarischer Salon
Zusätzlich zu all diesen Initiativen führte sie einen literarischen Salon, der als „literarische Samstage“ bekannt war. Sie war befreundet mit Juliette Adam, Jules Simon, Gregorios Xenopoulos und dem Dichter Kostis Palamas. Palamas schrieb ein berühmtes Gedicht über sie. Sie war eine gute Freundin von Frauen und Männern in ihren literarischen Kreisen, aber wenn sie jemals das Gefühl hatte, dass jemand ihre feministischen Interessen bedrohte, griff sie ihn an.

## Werk
Neben der Veröffentlichung ihrer Zeitung und der Leitung des Salons schrieb sie auch einige Romane. Sie wurden erstmals in ihrer Damenzeitung unter dem Pseudonym „Maia“ veröffentlicht. Die Resonanz des weiblichen Publikums war sehr enthusiastisch. Ihre ersten Romane wurden in drei aufeinander folgenden Bänden veröffentlicht: „I Chirafetimeni“ (1900; Die emanzipierte Frau), „I Magissa“ (1901; Die Zauberin) und „Die neuen Mitwirkenden“ (1902; Der neue Vertrag). Zusammen bilden diese Bücher eine Trilogie namens „Ta Vivlia tis Avgis“ (Die Bücher der Morgenröte). In ihnen wird der Kampf der griechischen Frauen um Selbstverwirklichung und Emanzipation beschrieben. Die Trilogie wurde gut aufgenommen und die Kritiker Grigorios Xenopoulos und Kostis Palamas sprachen davon, dass sie einen großzügigen Beitrag zur Entwicklung des griechischen Gesellschaftsromans leisten würden. 1907 erreichte diese Saga einen neuen Bekanntheitsgrad, als sie in ein Schauspielstück namens „Nea Gyneka“ (Neue Frau) überführt wurde, in dem Marika Kotopouli, eine der berühmtesten dramatischen Schauspielerinnen des 20. Jahrhunderts, spielte. Zusätzlich zu dieser berühmten Trilogie veröffentlichte Parren auch „To Maramenon Krinon“ (Die verblasste Lilie) und „Choris Onoma“ (Ohne Namen), das leider seit seiner ersten Auflage verloren gegangen ist.

## Ehrungen
Judy Chicago widmete ihr eine Inschrift auf den dreieckigen Bodenfliesen des Heritage Floor ihrer Installation The Dinner Party. Die mit dem Namen Kallirhoe Parren beschrifteten Porzellanfliesen sind dem Platz mit dem Gedeck für Susan B. Anthony zugeordnet.